# Cedric Van Lommel
Cedric Van Lommel (né le 11 juillet 1972 à Herentals) est un coureur cycliste belge, actif des années 1980 à 2010.

## Biographie
En 1990, Cedric Van Lommel devient champion de Belgique du contre-la-montre chez les juniors (moins de 19 ans). L'année suivante, il finit deuxième championnat de Belgique du contre-la-montre amateurs. Il remporte par ailleurs le Tour de la province d'Anvers ainsi que le Grand Prix des Flandres françaises en 1994. 
En septembre 1994, il prend la septième place du Championnat des Flandres, alors qu'il est stagiaire dans l'équipe Zetelhallen-Vosschemie. Il passe finalement professionnel en 1995 au sein de la formation Vlaanderen 2002. Sous ses nouvelles couleurs, il termine huitième de la Coupe Sels. Il se classe ensuite cinquième du Circuit des bords flamands de l'Escaut en 1996, avec la structure Ipso-Asfra Racing. 
Il quitte finalement les rangs professionnels en 1997, mais continue toutefois de pratiquer le cyclisme au niveau amateur. En 1999, il s'impose sur le championnat du Brabant. Dans le même temps, il exerce le métier de facteur,. Il poursuit la compétition au niveau régional jusqu'en 2016, avant de mettre un terme à sa carrière cycliste. Sa fille Yenthe et son fils Lennert sont eux aussi coureurs cyclistes. 

## Palmarès
- 1990
  -  Champion de Belgique du contre-la-montre juniors
- 1991
  - 2e du championnat de Belgique du contre-la-montre amateurs
  - 3e du championnat de la province d'Anvers du contre-la-montre
- 1992
  - 3e du championnat de Belgique sur route militaires
- 1993
  - 2e de Gand-Wervik
- 1994
  - Tour de la province d'Anvers
  - Grand Prix des Flandres françaises
- 1997
  - 3e du championnat de la province d'Anvers sur route
- 1999
  - Champion du Brabant sur route
  - 3e de la Coupe Egide Schoeters
- 2002
  - 2e de la Coupe Marcel Indekeu
- 2003
  - 3e de la Flèche des ports flamands